# Resolució 1792 del Consell de Seguretat de les Nacions Unides
La Resolució 1792 del Consell de Seguretat de les Nacions Unides fou adoptada per unanimitat el 19 de desembre de 2007. Després de recordar les resolucions anteriors sobre la situació a Libèria, i tenint en compte els avenços aconseguits per satisfer les condicions per a l'aixecament de les sancions imposades a Libèria, el Consell de Seguretat ha renovat en aquest dia l'embargament d'armes i prohibició de viatjar durant un any més.

## Detalls
En virtut del Capítol VII de la Carta de les Nacions Unides, el Consell també va estendre el mandat del panell d'experts en vigilar les sancions fins al 20 de juny de 2008 per dur a terme una missió de seguiment a la regió per investigar la implementació de les mesures, l'impacte i l'efectivitat de la disposició de la resolució 1532 (2004) sobre els béns de l'ex president de Libèria, Charles Ghankay Taylor, per avaluar la implementació de la legislació forestal a Libèria i avaluar el compliment del Procés de Kimberley en relació amb els diamants.
El Consell va observar amb preocupació la manca de progrés en l'aplicació del paràgraf 1 de la resolució 1532 (2004) sobre els béns de l'ex president de Libèria, Charles Ghankay Taylor, la seva família immediata i altres aliats propers, i va demanar al Govern de Libèria que continués fent tots els esforços necessaris per complir les seves obligacions.
El Consell va animar al Govern de Libèria a convidar al Procés de Kimberley a realitzar una visita de revisió dins d'un any de la total participació de Libèria en la implementació del Sistema de Certificació del Procés de Kimberley i va encoratjar el Procés de Kimberley a informar al Consell de la seva avaluació dels progressos realitzats.